# 姬宮秋子內親王
秋子內親王（元祿13年正月初五（1700年2月23日） - 寶曆6年三月廿九日（1756年4月28日），為日本江戶時代的皇族。東山天皇第一皇女，母中宮承秋門院英宮幸子女王，後嫁予伏見宮貞建親王為妃。幼名姬宮，法號光顯院宮。
寶永4年（1707年），7歲的秋子被封為內親王。寶永7年（1710年）定下與伏見宮貞建親王之間的婚約。享保4年（1719年），20歲的秋子內親王正式嫁給貞建親王。
婚後的秋子內親王，依序生下猷子女王、豐子女王等二女，由於一直沒有產下男胤，因而以女房所生的邦忠親王作為自己的「實子」。寬保3年（1743年）敘二品。寶曆6年（1756年）秋子內親王逝世，享年57歲。葬在相國寺（京都市上京區）內的伏見宮家墓。